# Sonia Balani

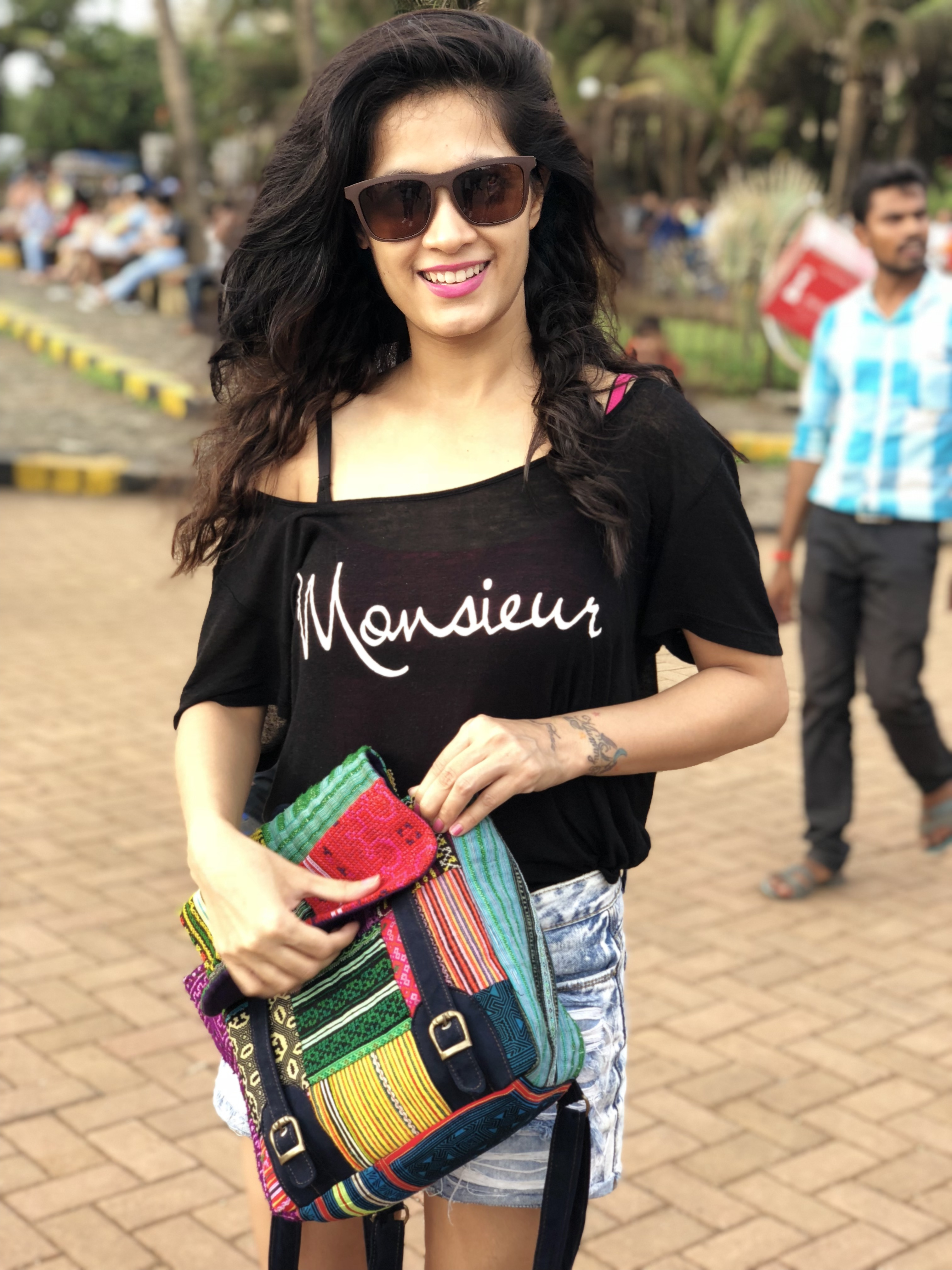
Sonia Balani

Sonia Balani (Hindi सोनिया बलानी; * 1991 in Agra) ist eine indische Schauspielerin.

## Leben und Karriere
Balani wurde 1991 in Agra geboren und stammt aus einer Sindhi-Familie. Sie absolvierte ihr Studium am St. John’s College in Agra.
Ihr Debüt gab sie 2012 in der Fernsehserie Suvreen Guggal – Topper of The Year. Anschließend war sie von 2014 bis 2015 in Tu Mera Hero zu sehen. Unter anderem spielte Balani in Bade Achhe Lagte Hain mit. 2016 setzte sie ihre Karriere in Film Tum Bin 2 fort. Außerdem wurde sie 2023 für den Film The Kerala Story gecastet. Zudem trat sie in den Webserien Bhopal to Vegas und Glitter auf.

## Filmografie
Filme
- 2016: Tum Bin 2
- 2018: Baazaar
- 2023: The Kerala Story

Serien
- 2012–2013: Suvreen Guggal – Topper of The Year
- 2014: Bade Achhe Lagte Hain
- 2014–2015: Tu Mera Hero
- 2017: Detective Didi
- 2018: Kaun Hai?
- 2021: Bhopal to Vegas
- 2021: Glitter